# 사토 미쓰루 (레슬링 선수)
사토 미쓰루(일본어: 佐藤 満, 1961년 12월 21일~)는 일본의 레슬링 선수, 지도자이다. 1988년 하계 올림픽 자유형 플라이급에서 금메달을 획득했으며, 세계 선수권 대회에서 은메달 1개, 동메달 2개, 아시안 게임에서 금메달 1개를 획득했다.